# Seyhan Kurt
Seyhan Kurt (Grenoble, 16 dicembre 1971) è un poeta e scrittore turco, nato in Francia.
È nato nel comune di Bourgoin-Jallieu, Grenoble, Francia. Ha studiato all'École de Jean Jaurès di Lione. Ha studiato pittura in Francia e ha preso lezioni di drammaturgia e storia dell'arte a Izmir. Ha aperto due mostre di pittura a Mersin nel 1992 e nel 1993. Ha studiato lingua e letteratura francese, sociologia e antropologia. Ha condotto ricerche sull'architettura e la cultura urbana in Italia e in Grecia. Ha conseguito il master presso l'Università di Ankara, Facoltà di Lingua, Storia e Geografia, Dipartimento di Antropologia. Nel 2021, il suo libro intitolato “Architettura, sistemazione, pratica nella casa turca” è stato pubblicato da İletişim Publishing.
Un articolo sul libro di Seyhan Kurt è stato pubblicato a Tokyo. (The House: Beyond Residing, On the Book by Seyhan Kurt From Household to Home State: Architecture, Arrangement and Practice in "Turkish House", Ahmet Testici, The Review of Life Studies, Tokyo, 2022)
Molte interviste sono state fatte con Seyhan Kurt su architettura, letteratura e sociologia. Un'intervista sulla vita domestica è stata fatta sul quotidiano Hürriyet.
Alcune sue poesie sono state tradotte in francese, inglese, tedesco, greco ed estone.

## Libri
- Hüznün Sözyitimleri, 1998
- Bizden Geçen Sular, 2003
- El İlanı, 2002
- Shut Your Eyes, 1992 (Kapa Gözlerini)
- Destinos, 1995 (Destina)
- Architettura, sistemazione, pratica nella casa turca (2021)